# بالگردگاه تیرانا
بالگردگاه تیرانا (به انگلیسی: Tiranë Heliport) یک فرودگاه همگانی است. این فرودگاه در شهر تیرانا کشور آلبانی قرار دارد .